# اسو (بیرجند)
روستای اسو، روستایی است در دهستان القورات از توابع بخش مرکزی شهرستان بیرجند، واقع در استان خراسان جنوبی که بر پایه سرشماری عمومی نفوس و مسکن در سال ۱۳۹۵ جمعیت این روستا ۵۳۸ نفر (در ۱۸۴ خانوار) بوده‌است.
زادگاه بزرگ مردی چون محمد رضا صالحی بزرگ منطقه شیخ محمد رضا صالحی فرزند مهدی بابا بزرگ مرد گفت اسمه من باید روی پسر بچه ام باشه 